# Lukas Klitten
Lukas Sparre Klitten (født 1. maj 2000) er en dansk fodboldspiller, der spiller for Hobro IK.

## Personlige liv
Lukas har en tvillingebror, Oliver Klitten, som også er fodboldspiller.

## Klubkarriere
Lukas Klitten startede sin fodboldkarriere i Skalborg Sportsklub og Aalborg Freja, inden han skiftede til AaB's ungdomsafdeling.

### AaB
I vinteren 2019 var han med på træningslejr i Tyrkiet sammen med klubbens førstehold.
Klitten fik sin debut i Superligaen for AaB den 22. april 2019 i en kamp mod Randers FC. Klitten startede inde og spillede alle 90 minutter, hvor han samtidig bidrog med en assist, hvilket medvirkede til, at AaB vandt 2-0.
Sammen med sin tvilingebror Oliver Klitten og tre andre spillere blev han forfremmet til at være en permanent del af AaB's førsteholdstrup i sommeren 2019.

### Silkeborg
I Juli 2022 vendte Klitten hjem fra sit Italienske ophold, for at spille for Silkeborg IF.